# エプスタインは自分を殺さなかった

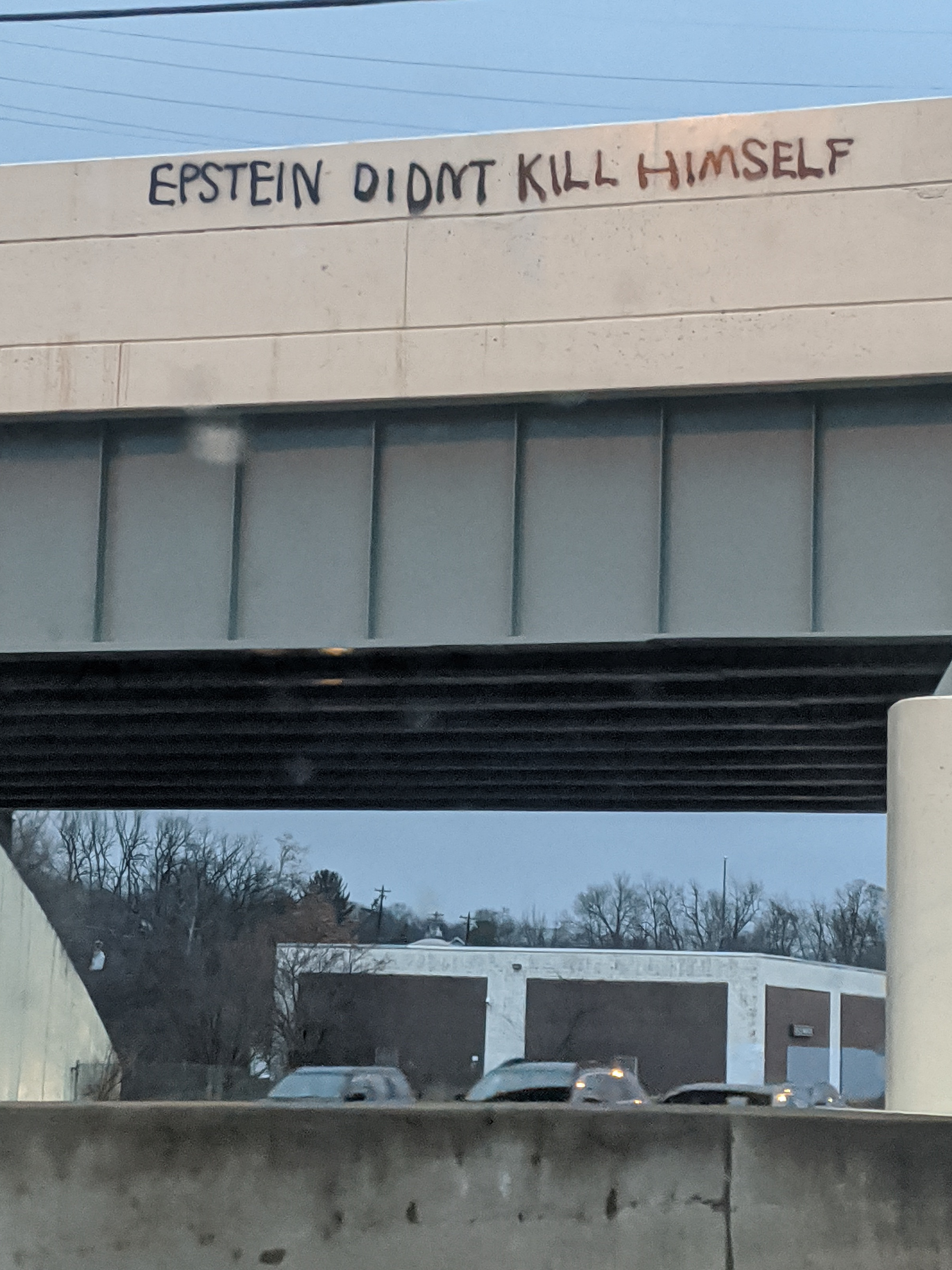
オハイオ州シンシナティに位置する、州間高速道路71Nの陸橋に書かれたミームのグラフィティ。

「エプスタインは自分を殺さなかった」（エプスタインはじぶんをころさなかった、Epstein didn't kill himself）は、ジェフリー・エプスタインの死に関連したインターネット・ミーム。エプスタインはいくつかの著名人との関係があるとされる論議を呼ぶ人物であり、自殺と報告された彼の急死の原因について多くの陰謀論を発生させた。アメリカ合衆国の投資家かつ有罪判決を受けた性犯罪者だったエプスタインが暗殺されたという説に関連しているこのミームは、ソーシャルメディアで注目を集め、瞬く間に広く知られるようになった。

## 概要
ミームの作法は、画家ボブ・ロスの写真キャプションに類似する、予想しないような文脈において、または投稿の文末において唐突に「エプスタインは自殺しなかった」というフレーズを付けることである。ミームはまた、テレビで放送されたスポーツ中継において、映し出された人々がミームを体に塗装していたことなどからも広まった。インタビューの最後に、このフレーズを徐に追加した者もいた。このミームは、あらゆる政治的党派の個人によって使用されている。

## 背景

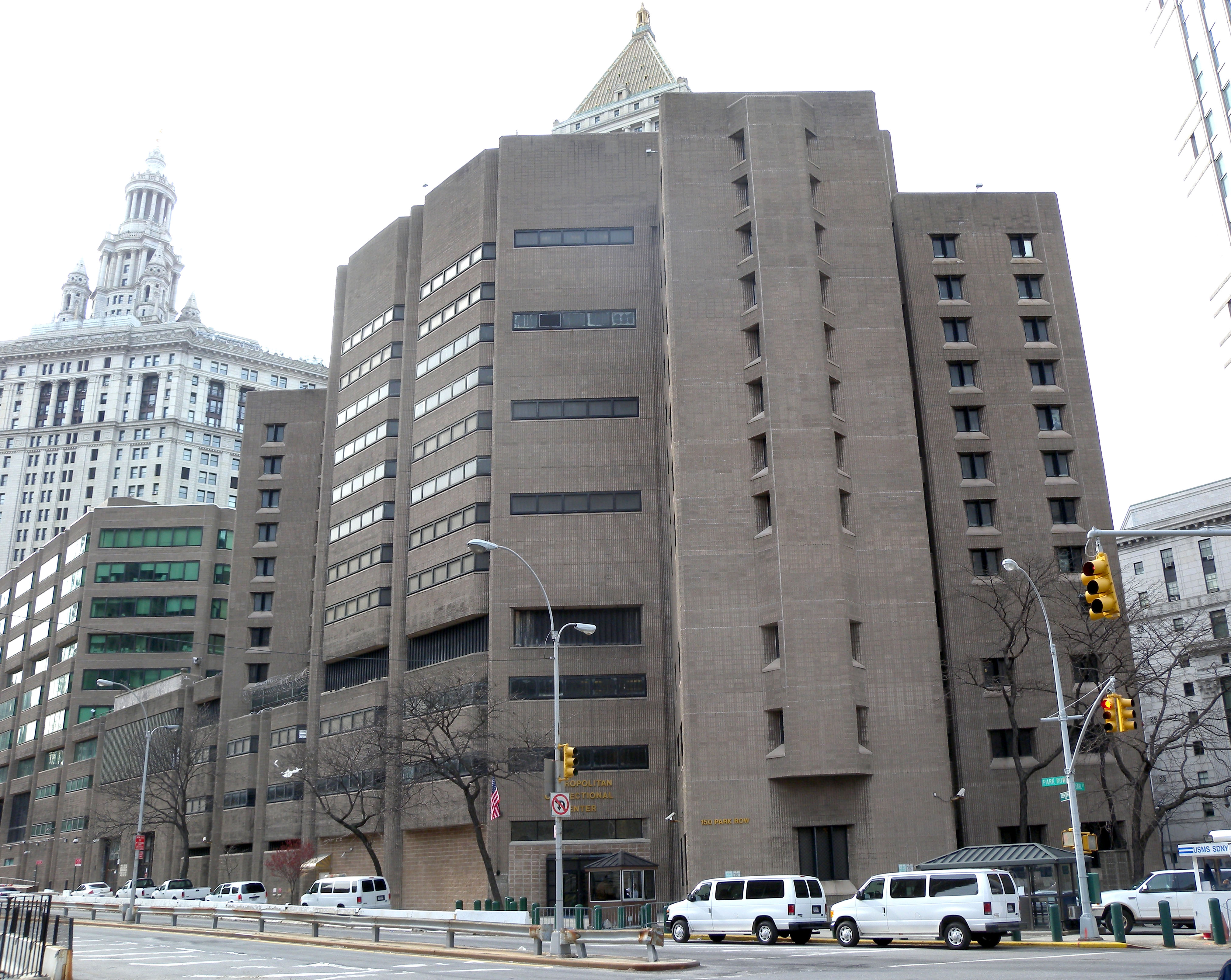
エプスタインが死去したメトロポリタン矯正センター。

2019年8月10日、アメリカの投資家で有罪判決を受けた性犯罪者だったジェフリー・エプスタインは、性的人身売買事件の公判前に拘置されていたメトロポリタン矯正センターの監房で、無反応の状態で発見された。その後、アメリカ合衆国司法省によって、エプスタインが死亡したことが発表された。ニューヨーク市検視局はエプスタインの死因を自殺と断定した。一方、マイケル・バーデンは、自殺としての首吊りではなく、何者かによって絞殺された可能性が高いとする見解を発表した。
彼が死亡した夜に複数の刑務所規定が守られていなかったことと、エプスタインが影響力のある人々の多くの醜聞を知っていた可能性があるという推測の下、エプスタインは口封じのために暗殺されたのではないかという疑惑が浮上した。

## 反応
コメンテーターらは、政府とエリートに対する不信感の高まりが、ミームの人気の大きな要因となっている評した。